# Эюваньский совет
Эюаньский Совет — краткоживущий советский орган, основанный в марте 1930 года Коммунистической партией Китая в приграничной горной местности между провинциями Хубэй, Хэнань и Аньхой. На пике своего существования в 1931 и начале 1932 года Эюаньский Совет был вторым по величине советом Китая после Центральный совет в Цзянси. Совет провел реформы, улучшившие права женщин и перераспределившие землю среди бедных и безземельных крестьян. Им руководил Чжан Гуотао, соперник Мао Цзэдун, который пытался укрепить свою власть в Эюане через серию чисток. В результате Четвертой националистической кампании по окружению в конце 1932 года была разгромлена Четвертая Красная армия Эюаньского Совета, и она была вынуждена отступить на запад в Сычуань и Шэньси. Совет прекратил свою деятельность, а коммунисты укрылись в горах. Несмотря на несколько кампаний по уничтожению, регион оставался горячей точкой коммунистической партизанской деятельности до установления перемирия в Китайской гражданской войне.
Эюаньский Совет был важным источником кадров для китайских коммунистов. Даже в начале 1950-х годов более 70 % командиров на уровне дивизий и выше в Народно-освободительной армии Китая происходили из этого региона. Тем не менее, ассоциация с Чжаном Гуотао, который покинул Коммунистическую партию в 1938 году и перешел на сторону Гоминьдана, повлияла на его историческую репутацию в Китае.

## История

### Предпосылки
В середине 1920-х годов КПК и Гоминьдан (КМТ или националисты) образовали альянс, известный как Первый объединённый фронт. В 1926 году они начали Северный поход, целью которого было восстановление единства Республики Китай и разгром Бэйянской армии. Одной из тактик, использованных в ходе наступления, было создание боевых профсоюзов и крестьянских ассоциаций. Эти массовые организации обеспечивали сильную поддержку Северному походу, но вызвали недовольство консерваторов внутри КМТ, которые часто были землевладельцами и капиталистами. В 1927 году правый Генералиссимус Чан Кайши приказал провести очистку коммунистов в районах, находящихся под его контролем. В конце концов, Чан взял контроль над КМТ и распространил эту очистку на все территории, находившиеся под националистическим контролем. КПК ушла в подполье, и многие её члены бежали в удалённые сельские районы, где влияние националистов было слабым.
Одним из популярных мест для бегства коммунистов стали Да́биевы горы, приграничная территория между провинциями Хубэй, Хэнань и Аньхой (регион «ЭЮ и Вань»). Многие коммунисты были уроженцами этого региона и были отправлены своими родителями для учёбы в города. Вернувшись в родные края, они могли использовать семейные связи для набора сторонников. Однако, несмотря на то, что пересечённая местность давала укрытие от армий националистов, она предоставляла такие же преимущества для бандитских групп. В высокогорьях Эюаня на протяжении веков хозяйничали бандиты, что привело к созданию местными жителями мощных самооборонительных организаций, известных как Общество Красных Копий. Существовали значительные различия между различными обществами Красных Копий; на западе Хэнаня они почти не отличались от самих бандитов, в то время как на востоке были крайне лояльны местной знати. Однако в обоих случаях они первоначально были враждебно настроены к коммунистам. Другими трудностями было то, что коммунисты действовали на севере реки Янцзы, что отрезало их от большинства коммунистических баз и укреплений на юге. Им приходилось набирать большинство своих сторонников среди местных жителей, в отличие от Цзянси-Фуцзяньский совет, который принимал множество коммунистических беженцев из городов. Это имело как свои плюсы, так и минусы. Связи солидарности между членами партии в Эюане были крепкими, но им не хватало образования по партийным принципам или доктрине, а лидеры часто действовали авторитарно.

### Основание Совета

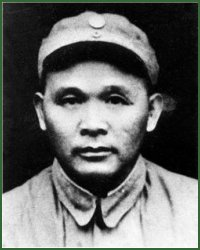
Сюй Хайдон, основатель первого коммунистического военного подразделения в регионе Эюань

Первое «крестьянское правительство» в регионе Эюань было основано в уезде Хуанань в ноябре 1927 года. Там Сюй Хайдон также создал Седьмую Красную армию с несколькими рекрутами. Однако коммунисты продолжали оставаться мобильными, постоянно избегая армий националистов. Постепенно они начали набирать популярность в уездах Хуанань, Мачэн и Гуаншань, когда армия проходила через деревни, организуя крестьян на своем пути. Это было облегчено тем, что националисты не могли сосредоточить свои силы на уничтожении коммунистов, так как они были заняты войной Чан-Куй и мятежом местного офицера в Мачэне. Летом 1929 года они укрепили свою первую постоянную территорию в Мачэне, рядом с горным перевалом Сунцзыгуань. С этого момента они начали перераспределение земли. Националисты под командованием генерала Ся Доуйин вернули часть этой территории, устроив массовые расправы над тысячами мирных жителей, но не смогли остановить расширение коммунистов.
В середине 1929 года Ли Лисань стал фактическим лидером Коммунистической партии Китая. Его «ли лисаньская линия» призывала к немедленным атакам на крупные города. Однако, в отличие от других советов, Эюань всё ещё считался слишком малым для таких атак. Местным коммунистам было поручено начать управлять территориями и накапливать продовольствие в подготовке к будущей атаке на города. Эта политика подорвала популярную поддержку среди некоторых крестьян, которые уже испытывали экономические трудности. В этот период коммунисты организовывали восстания и создавали советы для управления городами и деревнями по всему Эюаню.
С февраля 1930 года коммунисты начали консолидировать эти местные советы в единую базу. Эюаньский Совет был основан в июне, охватывая территорию более миллиона человек. Армейские дивизии были объединены в Первую Красную армию под командованием Сюй Цзишэн, которая увеличилась с двух тысяч до пяти тысяч человек. Первая Красная армия успешно разгромила Первую и Вторую кампанию окружения Эюаньского Совета. В январе 1931 года Первая Красная армия была объединена с Пятнадцатой Красной армией в Четвёртую Красную армию под командованием Сюй Сянцяня. Четвёртая Красная армия насчитывала двадцать тысяч солдат.

## Борьба за руководство

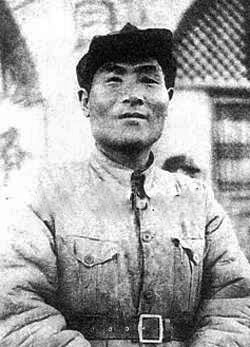
Несмотря на то, что он был лидером только год и полтора, Эюаньский Совет с тех пор тесно ассоциируется с Чжан Гоутаном

Фракционные споры в Коммунистической партии Китая всё больше затрагивали Эюань по мере того, как совет становился всё более крупным и важным. Первый из таких конфликтов произошёл после изгнания Ли Лисаня. Влияние Ли стало ослабевать во второй половине 1930 года после того, как план атаки на города завершился дорогостоящим провалом. Первый высокопоставленный партийный деятель, назначенный руководить Эюанем, прибыл в сентябре. Он пытался занять умеренную позицию между Ли и его критиками. В период его правления совет отразил два националистических подавления, и Четвёртая Красная армия выросла до 15 000 человек. В марте Четвёртая Красная армия выиграла Битва при Шуанцяочжэнь и захватила националистического генерал-майора Юэ (потомка генерала династии Сун Юэ Фэй). Однако к началу 1931 года Ли был полностью отстранён от власти, и его преемники решили, что Цзен слишком тесно связан с Ли, и его нужно было убрать. Ван Мин и 28 большевиков, новая фракция, пришедшая к власти, направили Чжан Гоутан, Шэнь Цзэмин и Чэнь Чанхао в Эюань для того, чтобы взять руководство на себя.
Чжан немедленно вступил в конфликт с руководителями Четвёртой Красной армии. Сюй Цзишэн и другие командиры хотели захватить хлебные районы на востоке Хубэя, чтобы решить хроническую нехватку продовольствия в Эюане. Чжан сравнил этот план с «авантюризмом» Ли Лисаня, и когда они ослушались его приказы и всё равно захватили землю, он получил разрешение от Центрального комитета назначить Чэнь Чанхао политическим комиссаром Четвёртой Красной армии. Чжан и Чэнь обвинили Четвёртую Красную армию в том, что она действует как «власовско-бандитская» сила, грабя сельскую местность и отказываясь от должной дисциплины. Чжан и Чэнь затем провели чистки в армии, арестовав сотни подозреваемых в предательстве, включая Сюя.
Чистки Чжана расширялись в течение второй половины 1931 года. Тысячи или десятки тысяч членов партии были арестованы и обвинены в принадлежности к Реорганизаторской фракции, Антибольшевистской лиге или Третьей партии. В некоторых уездах Чжан даже создал тайную полицию. Главным оправданием для чисток Чжан считал то, что местная партия была слишком тесно связана с местной знатью и традиционной сельской властью. Он утверждал, что это мешало партии проводить земельную реформу должным образом, и земельная реформа при Чжане пошла гораздо дальше, чем в предыдущие годы. Чжан назначил офицера Красной армии председателем Эюаньского Совета. Гао был известен своей жестокостью по отношению к богатым крестьянам и землевладельцам. Для того чтобы «вычистить» богатых крестьян, всех солдат Красной армии, которые умели читать, уволили. Чистки вызвали оппозицию против Чжана со стороны широких слоёв партии и крестьянства. В конечном итоге они прекратились во второй половине 1932 года. Солдаты, которые были исключены за свою грамотность, но оставались в Красной армии, были восстановлены и в некоторых случаях даже повышены. Общий масштаб и последствия чисток оспариваются. Разумные оценки числа арестованных и убитых колеблются от нескольких тысяч до 10 000. Историк Уильям Роу считает, что это «означало… почти полное исчезновение базы партии среди местных сторонников» в Эюане, но большинство других историков с этим не соглашаются. Бентон отмечает, что почти все очищенные кадровые работники были заменены другими местными сторонниками, так как в регионе было очень мало не местных коммунистов. Тони Сайч утверждает, что продолжение успехов Красной армии показывало, что чистки не повлияли на боеспособность армии. В начале 1932 года Четвёртая Красная армия помогла разгромить Третью кампанию окружения Эюаньского Совета и достигла 30 000 солдат.

### Политика и реформы
Женщины сыграли важную роль в революционном движении в Эйюане с самого начала. Кампании, организованные участниками Единого фронта, прибывшими в регион до начала Северного похода, сделали освобождение женщин одной из ключевых составляющих их программы. Женщины-коммунистки помогали организовывать забастовки и основывали женские организации, которые бросали вызов патриархальной семейной структуре и угнетению женщин. Одним из наиболее ярких символов женской революции стали волосы, стриженные по мужскому образцу, которые резко контрастировали с традиционными хвостами и пучками. Однако радикальное женское движение встретило сильное сопротивление со стороны более консервативных слоев общества. Военные лидеры беспощадно подавляли и убивали радикальных женщин, когда они вновь захватывали контроль над территорией, а некоторые крестьянские ассоциации становились враждебными к женским организациям по вопросам развода. Движение было ослаблено после того, как правый крыло Гоминьдана пришло к власти; известные женские революционерки были казнены, а женские организации реорганизованы, чтобы привести их в подчинение Гоминьдану. Ся Дойин стал особенно известен тем, что осквернял тела убитых им женских революционерок. Когда коммунисты начали восстанавливать контроль над регионом Эйюан, многие права женщин были восстановлены. Женщина, жительница Аньхуя, позже вспоминала, что «женщины развязывали свои ноги, коротко подстригали волосы, учились и участвовали в общественной жизни». Многие женщины вступили в Красную армию. Они работали агитаторами, медсестрами, инженерами, швеями, иногда в женских батальонах. Когда Четвертая Красная армия была вынуждена покинуть Совет в 1932 году, коммунистка Чжан Циньцю осталась позаботиться о своем умирающем муже. В ноябре 1932 года Чжан была назначена директором Генерального политического отдела Четвертого фронта армии, самой высокой военной должностью, когда-либо занимаемой женщиной в Красной армии Китая. Ее часто называют единственным женским генералом Красной армии.
Как и в других Советах, земельная реформа была основой обращения коммунистов к крестьянству. Даже до того, как они начали захватывать и удерживать территории, коммунистические партизаны призывали крестьян протестовать против налогов, арендной платы и долгов. Хотя в первые дни партизанского движения у них не было средств для перераспределения земли, они провели политику, согласно которой тот, кто жил и работал на земле, сохранял урожай. Это помогало арендаторам, но ничего не давало наемным рабочим. С мая 1929 года коммунисты начали проводить реформу более методично. Они опубликовали «Временный закон о земле», который не только давал арендаторам землю, на которой они работали, но и конфисковал лишние земельные наделы у помещиков, передавая их безземельным крестьянам. Процесс земельной реформы расширялся постепенно. Сначала коммунисты перераспределяли землю только от крупнейших землевладельцев в деревнях, надежно находящихся под их контролем. По мере накопления опыта и укрепления военной позиции, в реформу включались все новые деревни, и кампания начала нацеливаться на богатых крестьян и земельные институты. Процесс земельной реформы включал массовые собрания, переписи населения, земельные исследования и кампании против особенно непопулярных помещиков. Старые документы уничтожались, а новые создавались. Не все деревни перераспределяли землю одинаково; распространенной практикой было выделение большего количества земли семьям солдат Красной армии.
Реформы Совета Эйюан сталкивались с значительным сопротивлением со стороны традиционных сельских властных структур. Попытки реализовать право женщин на развод встретили сильное сопротивление со стороны крестьянских организаций. Многие помещики вступили в местные органы, созданные для проведения земельной реформы, и преднамеренно замедляли процесс. Когда богатые крестьяне, а также помещики начали терять землю, которую стали перераспределять, средние крестьяне беспокоились, что их земли могут стать следующими. Публичные кампании и сессии борьбы с реакционерами и местными властными структурами вызывали большие разногласия в тесно сплоченных крестьянских сообществах.

### Конкуренция с Центральным Советом
На пике своего развития Совет Эюань имел большую численность населения, чем Центральный Совет, хотя его площадь была немного меньше, а Красная армия — слабее. После того как Чжан Гоутан возглавил Эюань, его соперничество с Мао Цзэдуном проявилось как соперничество между двумя Советами. Историк Уильям Роу приводит отчет, который Чжан представил Центральному комитету КПК, в котором он защищает свои чистки, утверждая, что он учился на «примере» чисток Мао в Центральном Совете, последовавших после инцидента в Футяне.
Несмотря на то что Чжан Гоутан был назначен заместителем председателя Китайская Советская Республика, Совет Эюань был настолько изолирован от остальных советов южнее Янцзы, что не отправил делегатов на церемонию основания. Вместо этого он провел собственную конференцию. Хотя некоторые историки утверждают, что это может быть частично связано с недоверием между Чжаном и Мао, Бентон утверждает, что причиной была исключительно плохая связь.

### Подавление
Засуха, нехватка продовольствия и крупная эпидемия ослабили Совет к 1932 году. С июля по сентябрь 1932 года Чан Кайши приказал окружить и подавить Совет Эюань силами в 300 000 человек из Национальной революционной армии в Четвертой кампании окружения Совета Эюань. Коммунисты разместили 25-ю Красную армию на востоке, а основная сила Четвертой Красной армии находилась на западе. Несмотря на то что они смогли нанести примерно столько же потерь националистическим войскам, сколько и сами понесли, эта утрата была несопоставима с силами противника. Ся Дойин возглавил тактику «выжженной земли», убивая всех мужчин в советских районах, сжигая все здания и захватывая или уничтожая все урожаи.
Историки, такие как Марк Оппер и Чен Яо-хуан, утверждают, что важным фактором поражения Четвертой Красной армии стала её попытка применить более традиционные тактики. Массы крестьян были недружелюбны к националистам, и поэтому националистические армии были вынуждены полагаться на местные элиты для обеспечения продовольствия, что было ненадежным и делало их уязвимыми для проблем с поставками. Коммунисты не смогли воспользоваться этой логистической слабостью, решив не вести партизанскую войну. Четвертая Красная армия отступила в приграничный регион между Шэньси и Сычуань, оставив небольшие силы для партизанской войны. Основная сила потеряла половину своих войск во время боевых действий и последующего отступления, сократившись до 15 000 человек. Оставшиеся силы начали длительную партизанскую войну против националистов. Они прятались в горах и добывали пропитание, организуя бедных крестьян для захвата зерна, хранимого помещиками и в публичных амбарах.
Гао Цзинтинг и Сюй Хайдун стали «де-факто» лидерами самой крупной оставшейся силы, 25-й Красной армии. Им удалось сохранить коммунистическое присутствие в регионе еще несколько лет. Националистические кампании по уничтожению начали бессрочно нацеливаться на крестьян в районах, где было сильное коммунистическое влияние. Целые деревни сжигались дотла; в одном случае говорилось, что «3500 человек были похоронены заживо всего за одну ночь».
Отделенные коммунистические базы в горах Дабие продолжали сопротивляться до конца 1934 года. Однако в ноябре Сюй Хайдун был разбит и бежал с 25-й Красной армией в базовый район Шэньси-Сычуань. Националистический командующий Лянь Гуаньин был назначен с 170 000 человек для уничтожения оставшихся партизанских сил в Эюане. Его система контрольных пунктов и блокгаузов не сработала, потому что коммунисты смогли мобилизовать своих сторонников среди местных крестьян, чтобы замедлить строительство и обходить контрольные пункты. Лянь был заменен Вэй Лихуан. Вэй имел значительно больше войск и также использовал концентрационные лагеря, чтобы лишить коммунистов поддержки крестьян. Несмотря на редкие победы, коммунисты в основном были побеждены этой стратегией. Большинство оставшихся партизан отказались от открытых боевых действий и начали действовать скрытно среди крестьян. До начала Второго объединенного фронта в 1937 году коммунисты в Эюане находились на грани краха.

## Наследие
Несмотря на свою сложную историю, Четвертая Красная армия стала одним из важнейших источников офицеров для позднейших военных частей КПК. Она была одним из основных источников солдат, которые служили в Новой Четвертой армии. Даже в 1950-х годах «70 процентов кадров на уровне дивизии и выше в Народно-освободительной армии Китая были уроженцами Эюана». Только один уезд, Хуан’ань, был родиной более 200 генералов НОАК. Хуан’ань также был родиной Дун Биу и Ли Сяньняня, которые оба впоследствии стали Председатель Китайской Народной Республики.
Тем не менее, историография Эюана в Китайской Народной Республике была в основном негативной на протяжении многих лет. Чжан Гоутан дезертировал из КПК в 1938 году и присоединился к националистам. Учитывая его связь с Эюаном, это сильно повредило репутации региона, и большинство первых оценок сосредотачивались на критике излишности чисток Чжана.